# 296 г. пр.н.е.
296 (двеста деветдесет и шеста) година преди новата ера (пр.н.е.) е година от доюлианския (Помпилийски) римски календар.

## Събития

### В Гърция
- Деметрий I Полиоркет настъпва в Гърция и прави неуспешен опит да блокира град Атина, след което нахлува в Пелопонес.[1]

### В Римската република
- Консули са Луций Волумний Флама Виолент (за II път) и Апий Клавдий Цек (за II път).
- Третата самнитска война:
  - Римляните побеждават самнитите при река Волтурн и превземат Мурагантея, Ромулея и Ферентинум.[2]
  - Самнитите, етруските, келтите и умбрите се съюзяват.[2]
  - Рим потушава въстание в Лукания.[2]
- Основани са колониите Минтурно и Синуеса.[2]

## Починали
- Филип IV Македонски, македонски цар